# Вискули
Вискули́ (бел. Віскулі) — правительственная резиденция (дача, усадьба) в центре белорусской части Беловежской пущи (Шерешёвский сельсовет, Пружанский район, Брестская область), около хутора Вискули, приблизительно в 8 км от ближайшей точки польской территории.

## Описание
В 1950-е годы на территории, присоединенной к СССР, построен комплекс зданий, служивший охотничьей резиденцией руководителей СССР.
8 декабря 1991 года в Вискулях руководители трех государств — Республики Беларусь, Российской Федерации (РСФСР) и Украины подписали соглашения о прекращении существования СССР и образовании СНГ. Позднее подписанные документы получили название Беловежских соглашений (по версии академика А. И. Фурсова Вискули были избраны местом для подписания соглашений по причине своей близости к польской границе, — собравшиеся опасались ареста за государственную измену, поэтому готовились в случае неудачи быстро сбежать за границу).
Произошедшие в Вискулях события послужили катализатором выхода из состава СССР других советских республик и последующего образования 15 независимых государств в Европе и Азии.
После этого события резиденция «Вискули» получила мировую известность.
Следствием подписанных и реализованных в Вискулях соглашений стали изменение геополитической карты мира, окончание холодной войны, исчезновение одной из «сверхдержав», последующие региональные военные конфликты между новообразованными на территории бывшего СССР государствами.

## Название
Название происходит от названия одноименного хутора Вискули Пружанского района, расположенного поблизости. Название Вискули, в свою очередь от балтского (литовского или ятвяжского) двухосновного имени типа Vis-kul’as. Это имя состоит из основ Vis- и Kul-, известных в балтской антропонимии. В Литовской Метрике упоминается имя «Вискулис».